# Lola ya Bonobo

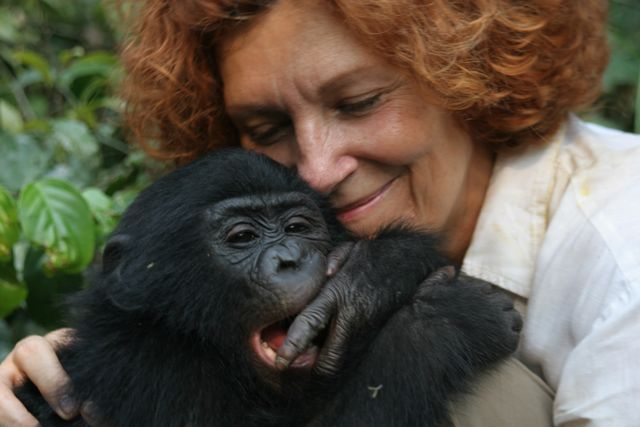
Claudine André e um bonobo jovem.

Fundado por Claudine André em 1994, Lola ya Bonobo é o único santuário do mundo para bonobos órfãos. Está situado perto de Quinxassa, a capital da República Democrática do Congo.